# Federico Ochando
Federico Ochando y Chumillas (Fuentealbilla, 13 de marzo de 1848-Madrid, 2 de febrero de 1929) fue un político y militar español.

## Biografía
Nació el 13 de marzo de 1848 en Fuentealbilla, distrito de Casas Ibáñez, provincia de Albacete. Ingresa en la academia militar de Estado Mayor en 1864, siendo promovido a alférez en 1867 y a teniente de Estado Mayor en junio de 1869. La historia de sus ascensos y méritos va pareja a la luchas y guerras mantenidas por la monarquía alfonsina. Una de sus primeras acciones militares fue el encuentro librado en Barcelona, contra los insurrectos republicanos, combatió a varias partidas republicanas y libro combate en San Celoni, por el que obtuvo como recompensa el grado de capitán.
Posteriormente fue destinado a Valencia para combatir a los carlistas del Maestrazgo, por lo que se le concedió la Cruz Roja de primera clase al mérito militar.
Las crónicas de la época, recogen el continuo ascenso de Federico Ochando y Chumillas como militar “No satisfecho su ardor patriótico, por la pacificación de España, hombre de guerra ante todo, a la guerra había de ir donde quiera que se ascendiese”.
Unido a su brillante carrera militar ha de atribuirse su larga vida política y parlamentaria en el Congreso y en el Senado, desde 1879 a la dictadura de Primo de Rivera, en el que se disolvió el parlamento, a excepción de algunas legislaturas. 
Ochando, que fue el eje en torno al cual giró una tupida red caciquil que controló la política de los distritos de Casas Ibáñez y Alcaraz durante la Restauración, resultó elegido diputado a Cortes por dichos distritos en varias ocasiones; fue senador electo por La Habana (1896-1898), por Albacete a partir de 1898, senador vitalicio desde 1906 y vicepresidente del Senado en la legislatura de 1902 y 1911.
Llegó a ejercer de gobernador interino de las Filipinas en 1892.
Fue nombrado inspector general de la Guardia Civil en julio de 1901. Fue cesado en agosto de 1902 al pasar a convertirse en director general de Carabineros.
Falleció el 2 de febrero de 1929 en Madrid.
Sus restos reposan en la Sacramental de San Justo en Madrid.